# Contramesura

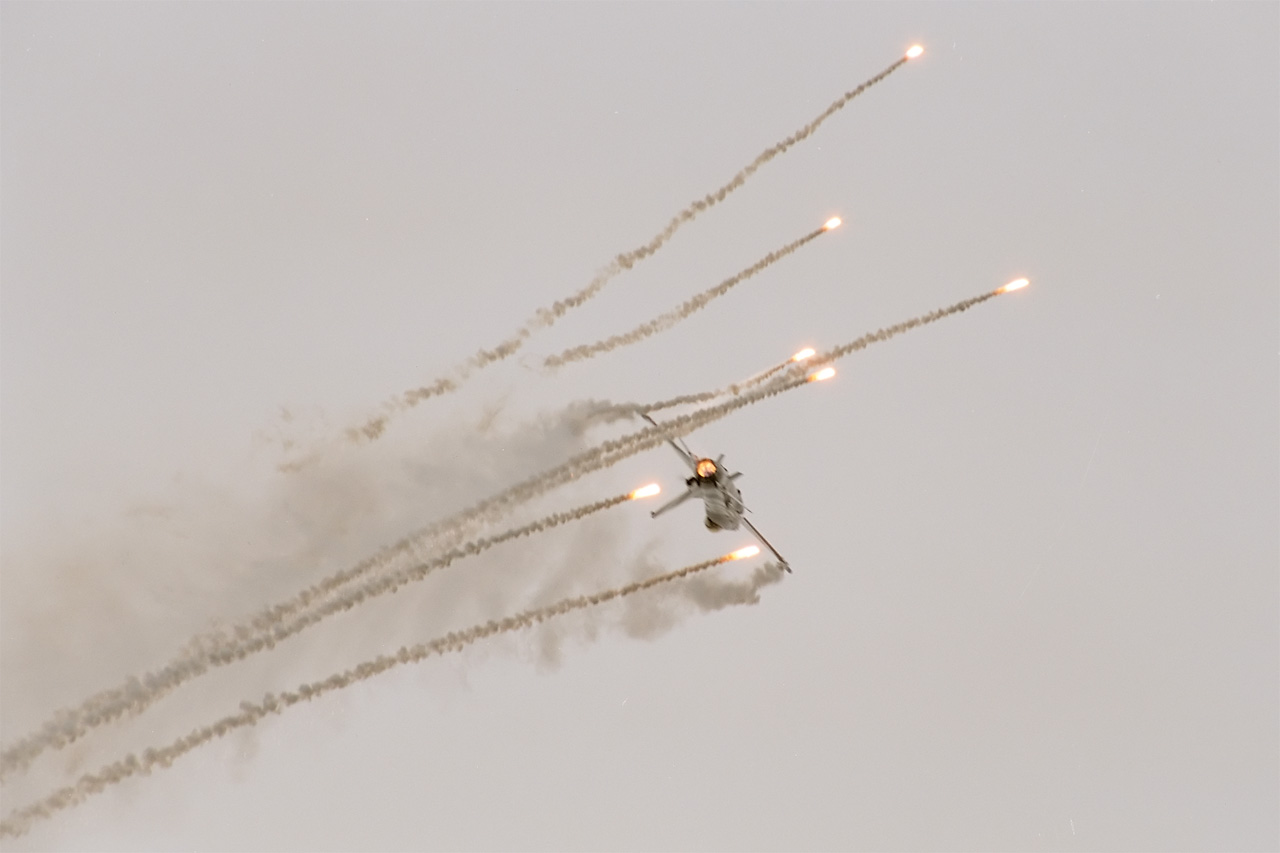
Un caça F-16 Fighting Falcon de la Reial Força Aèria dels Països Baixos llançant contramesures (bengales) durant una exhibició al Radom Air Show del 2005.

Una contramesura és un sistema (normalment amb una aplicació militar) dissenyat per prevenir que una arma guiada per sensors assigni o destrueixi el seu objectiu.
Les contramesures que alteren el senyal electromagnètic, acústic o una altra qualsevol de l'objectiu i, per tant, alteren el comportament de rastreig i localització d'una amenaça que s'aproxima (per exemple un míssil) són designades mesures softkill.
Les mesures que contraataquen físicament una amenaça entrant i, per tant, destruint o alterant la seva càrrega/ogiva com a manera que l'efecte intencionat sobre l'objectiu sigui majorment impedit són designades mesures hardkill.